# 가메이 시즈카
가메이 시즈카(일본어: 亀井 靜香, 1936년 11월 1일 ~ )는 일본의 경찰관료이자 정치인이다. 경찰청 퇴관 시 계급은 경시정(警視正, 한국의 경무관에 해당)이며, 중의원 의원, 운수대신, 건설대신, 국민신당 대표를 역임 하였다. 형은 참의원의원 가메이 이쿠오(亀井郁夫).
운수대신, 건설대신, 내각부 특명담당대신 (금융 담당), 자유민주당 정무조사회장, 자민당 파벌 시스이카이 (志帥会) 회장, 국민 신당 대표 대행 등을 지낸 바 있다.

## 같이 보기
- 다나카 야스오
- 노사카 고겐
- 와타누키 다미스케
- 에토 다카미
- 허영중 (1990년대 일본에서 유명했던 재일 한국인 범죄자, 별명은 일본 재계의 픽셔 (해결사))
- 이시하라 신타로
- 고토다 마사하루
- 일본항공